# Џеси Ли Питерсон
Џеси Ли Питерсон (енгл. Jesse Lee Peterson) Мидвеј, 22. мај 1949 је амерички конзервативни радио водитељ и емитер, политичар и пастор Братске организације нове судбине (БОНД), хришћанске службе. Он је домаћин радио емисије Jesse Lee Peterson Radio Show и The Fallen State ТВ.
Рођен у Мидвеју, Алабама, а одгајан од стране баке и деде у Корнер Хилу, Петерсон се  прочуо због својих политичких ставова, које су неки описали као мизогинистичке, хомофобичне и беле националистичке природе.

## Младост
Питерсон је рођен 22. маја 1949. у Мидвеју, Алабама, и одгајан је у Корнер Хилу од стране баке и деде, који су радили на плантажи породице Комер где су његови прадеда и прабаба радили као робови век раније. Његова мајка и отац преселили су се у Гери, Индијана, односно Источни Чикаго, Индијана, где су засебно основали нове породице. Рођен је са расцепом непца који није поправљан све до његових тинејџерских година. Питерсон је као тинејџер живео са мајком и очухом у Герију, накратко похађајући средњу школу Едисон. Затим се вратио у Алабаму и завршио средњу школу пре него што се преселио у Лос Анђелес. Похађао је градски колеџ у Лос Анђелесу годину дана. Каже да је 1989. године отворио сопствену фирму за чишћење кућа, зграда и предузећа.

## Политички рад
Године 1990. Петерсон је основао БОНД (Братство организације нове судбине), касније регистрована као верска непрофитна организација. БОНД има блиске везе са покретом Ти Парти. Чланови саветодавног одбора организације су Шон Хенити и Денис Прагер.
Питерсон је учествовао у активизму против илегалне имиграције, абортуса и контроле оружја, као и за традиционалне породичне вредности. Протестовао је против НААЦП и феминистичке адвокатице Глорије Олред. Учествовао је у дискусијама на годишњој политичкој конвенцији Политикон.
Од 1999. до 2004. Питерсон је изабрао Дан Мартина Лутера Кинга млађег да одржи „Национални дан одбацивања Џесија Џексона“ како би истакао своје противљење Џексону, који је био близу Кинга када је убијен.
Године 2001, док се састајао са руководиоцима Тојоте у Лос Анђелесу, Питерсон је оптужио Џексона да му је претио, а његовог сина Џонатана Џексона да су га напали. Порота је 2006. године ослободила Џесија Џексона оптужбе за претњу, али је била подељена око оптужби за напад његовог сина. Конзервативна активистичка организација Judicial Watch обезбедила је адвокате за Петерсона у тужби.
Године 2002, Питерсон је расправљао о Мајклу Ерику Дајсону на тему „Случај за/против репарација за Афроамериканце“, чији је домаћин било Национално удружење црних новинара.
Конзервативни радио водитељ Денис Прагер написао је предговоре за две Питерсонове књиге.
Питерсонова радио емисија је истовремено емитована на Њузвсмак ТВ-у 2017–2018.
У јуну 2019. платформа за дељење видеа Јутуб је демонетизовала Питерсонов канал, између многих других, у складу са ажурираном политиком говора мржње.
Питерсон се појављује у политичком документарцу Анкл Том из 2020. године, који је продуцирао радио водитељ Лари Елдер.

## Политички ставови
Питерсон је изјавио да је некада био демократа, али је постао републиканац у својим касним 30-им. Промену је приписао својим хришћанским веровањима.

### Расизам
Питерсон се противи да се муслиманима дозволи да служе у западним владама и каже да расизам не постоји. Уместо тога, он верује да је сваки сукоб духовна „битка између добра и зла“. Говорио је против Кванзе и Месеца црначке историје. Неки аутори описују Питерсонове ставове као конзистентне са превлашћу беле расе, а сугерисано је да су бели националисти охрабрени његовом реториком и приморани да га промовишу, јер Питерсонова црна умањује шок вредност мишљења која би се сматрала нечувеним ако би је бела особа изговорила.
Он је 2005. године изјавио да се већина Афроамериканаца заглављених у Њу Орлеансу током урагана Катрина ослањала на владу да их спасе. Године 2012, Питерсон је рекао о незапослености црнаца: „Једна од ствари које бих урадио је да вратим све црнце на југ и ставим их на плантаже... Треба им добро тешко образовање о томе шта значи радити.” Он је Нелсона Манделу назвао „злим човеком“ и рекао да је Јужној Африци било боље под апартхејдом. Године 2020. назвао је тадашњег У.С. Председника САД Доналда Трампа „Велика бела нада“ (the Great White Hope).
Питерсон је 2013. године Трејвона Мартина назвао „насилником“. Водитељ ЦНН-а Пирс Морган назвао је Петерсонове коментаре „прилично увредљивим“. Године 2015. у емисији политичког коментатора Шона Хенитија, Питерсон је бранио Мајкла Слејџера, бившег полицајца Северног Чарлстона, Јужна Каролина, који је убио Волтера Ламара Скота, ненаоружаног црнца пуцајући му у леђа. Питерсон је критиковао „бесне црнце у овој земљи” који не слушају упутства полиције, док је Хенити узвратио Питерсону и назвао убиство „хладнокрвним”. Изнервиран, његов колега панелиста Лео Терел је у знак неслагања напустио интервју. За убиство је 2017. године Слагер осуђен на 20 година затвора.
Питерсон је 2018. упоредио покрет Блек лајвз метер са Кју Клукс Кланом, рекавши да се сваки може описати као „агитативне организације које су основале... црне лезбејке и хомосексуалци“. Као одговор, водитељ Good Morning Britain Пирс Морган оптужио је Питерсона за хомофобију, а Питерсонов микрофон је био искључен пре него што је избачен из емисије.
Питерсон је 2019. назвао активисту Ендруа Јанга „комунистом“ и „бета мушкарцем“ због свог предлога за универзални основни приход. Питерсон је рекао да Јанг, Американац рођен у Њујорку, „треба да се врати у Кину или одакле год да је дошао“.
Питерсон је 2022. одржао говор на трећој Конференцији за политичку акцију прве Америке (АФПАК), којој су такође присуствовали Ник Фуентес и Марџори Тејлор Грин. АФПАК је описан као политички акциони комитет белих националиста. Антидифамацијска лига је описала Питерсонов говор као „један од најрасистичких“ од свих одржаних на том догађају, у којем је описао црнце као разараче Америке.

### Брак и жене
Питерсон се противи предбрачном сексу. Током интервјуа са бившом организаторком SlutWalk, Амбер Роуз, Питерсон је поставио на питање „ако су жене дроље шта вас то чини?” наводећи да су мушкарци „творци дроља“.
Питерсонове ставове о женама неки су описали као мизогинистичан. Питерсон је у проповеди из 2012. године изјавио да је „једна од највећих грешака Америке била што је женама омогућила да гласају”. Он је навео да жене „не могу на прави начин да се носе са влашћу”, да немају стрпљења и да немају љубави. Политички аналитичар Кирстен Пауерс суочила се са Питерсоном у програму Шона Хенитија на Фокс њузу, оптужујући га да користи свој статус пастора да проповеда мржњу и страх од жена.
Године 2019., особа која је размишљала да се ожени женом која је раније имала дете зачето силовањем позвала је Питерсонову радио емисију и Питерсон му је рекао: „Немој се женити женом...која већ има децу. Довољно је лоше за децу када они немају оба родитеља, горе је када уђе такозвани очух... желе свог природног оца и рођену мајку, а посебно свог природног оца.“

## Публикације Џесија Питерсона
- From Rage to Responsibility: Black Conservative Jesse Lee Peterson and America Today. ISBN 1-55778-788-3., with Dennis Prager and Brad Stetson. Paragon House, 2000,
- SCAM: How the Black Leadership Exploits Black America. ISBN 978-1595550453., WND Books,  0-7852-6331-4. Reprinted, Thomas Nelson (publisher), 2005,
- The Seven Guaranteed Steps to Spiritual, Family and Financial Success, 2007.
- The ANTIDOTE: Healing America from the Poison of Hate, Blame and Victimhood. ISBN 978-1-942475-00-2., WND Book,  (hardcover), 2015.